# Stratumseind

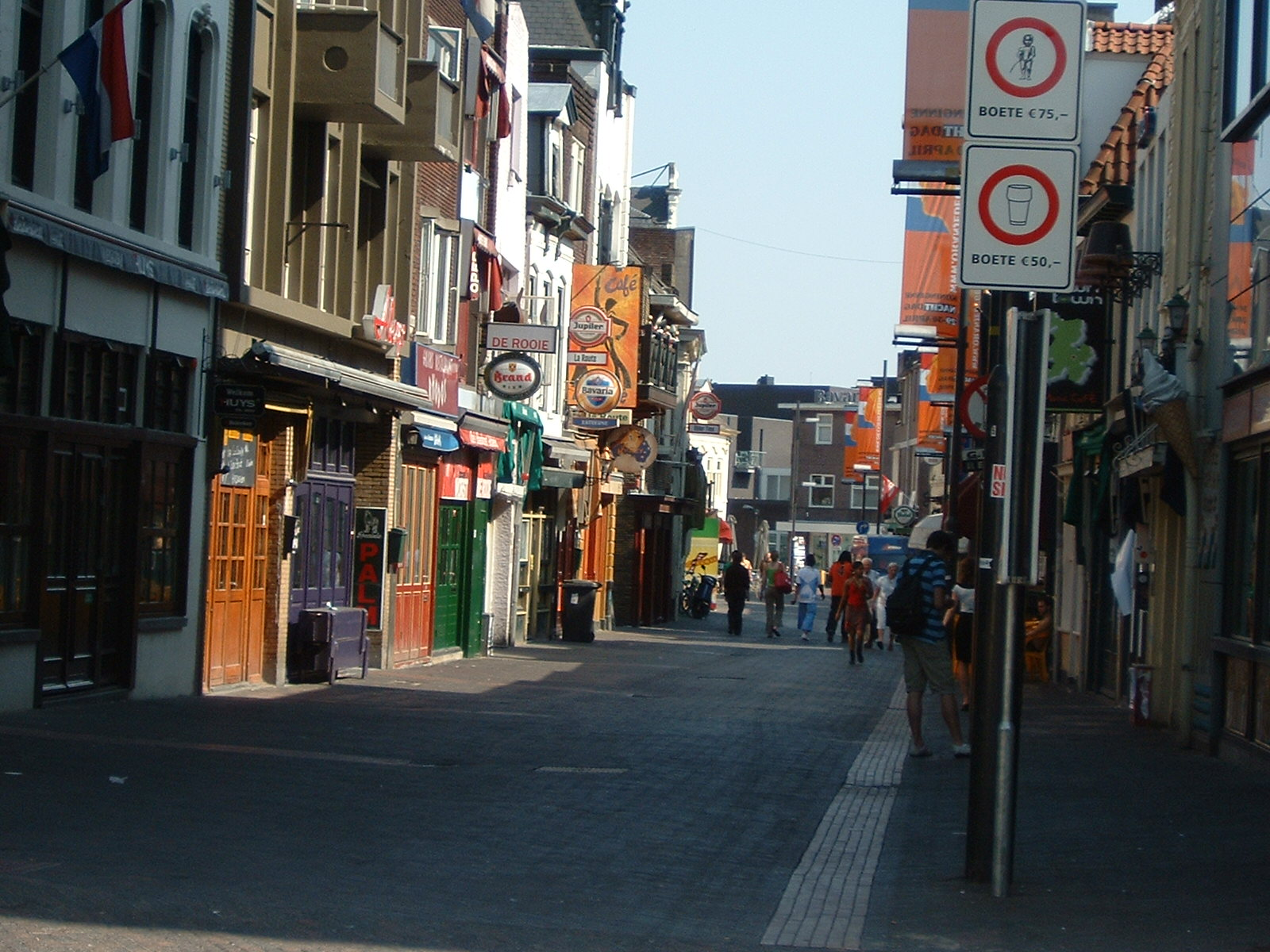
Overdag is het Stratumseind een rustige straat, maar de verkeersborden wijzen al op het drukke nachtleven.

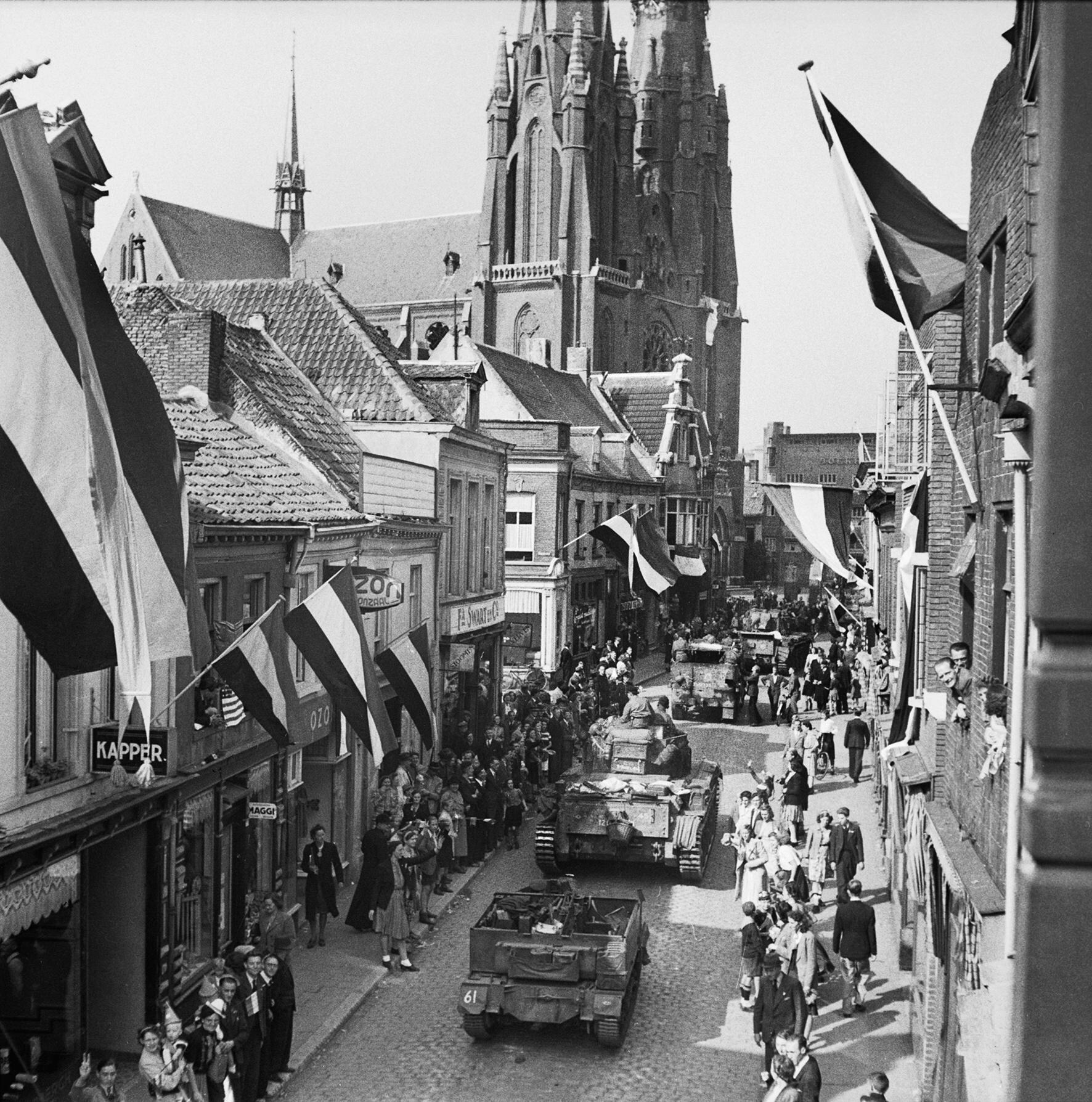
Het Stratumseind op 19 september 1944, daags na de bevrijding. De foto is genomen in noordelijke richting; op de achtergrond is de Catharinakerk zichtbaar.

Het Stratumseind, in de volksmond ook wel simpelweg Stratum genoemd (niet te verwarren met het stadsdeel Stratum), is een straat in de binnenstad van Eindhoven. De straat is 225 meter lang en loopt van de Catharinakerk tot aan de Dommelbrug.

## Geschiedenis
Het Stratumseind was de zuidelijke uitvalsweg die de stad Eindhoven met Stratum verbond en later deel uitmaakte van de straatweg die 's-Hertogenbosch met Luik verbond. Parallel aan de Dommel, die de grens van de stad vormde, liep hier de Oude Stadsgracht of Molenwater, naar de Stratumse Watermolen die ten westen van de brug op de Dommel lag en in het begin van de 20e eeuw werd gedempt. Via het Stratumseind verliet men de stad daar via de Stratumse Poort, een van de vijf stadspoorten die Eindhoven heeft gekend. Einde 19e eeuw liep er ook een paardentram door de straat.
Naast industriebedrijven, zoals leerlooierijen en sigarenfabrieken, waren in de straat vanouds veel middenstandszaken, zoals slagers, meubelhandels, hoedenwinkels, stoombroodfabriek De Contante Betaler, kledingzaak Peek & Cloppenburg en diverse kapperszaken gevestigd, en bovendien, sedert 1888, een handel in naaimachienes aller systeems. Ook waren er toen reeds enkele cafés, maar in de jaren 70 van de 20e eeuw moest de ene na de andere niet-horecazaak het veld ruimen en kwam in de straat een aaneenschakeling van uitgaansgelegenheden.
Het Dommelbrugje of Delfsbrugje, is gebouwd in 1955.

## Interessante panden
Niettemin zijn er nog een aantal historische panden te vinden, zoals:
- Stratumseind 17-19, een pand waarvan de geschiedenis 300 jaar teruggaat. Van 1936-2007 was hier metaalwarenzaak De Spijker gevestigd, die bekendstond om zijn enorme sortering bevestigingsmiddelen. Dit was een der laatste winkelbedrijven in de straat. Tegenwoordig een café.
- Stratumseind 26, een pand uit 1888, waarin zich tot 1972 middenstandszaken hebben bevonden. Nu een horecapand. Geklasseerd als gemeentelijk monument.
- Stratumseind 32, voormalig gerechtsgebouw uit 1843, bekend als De Krabbendans, nu café De Rechter. Zie: Gerechtsgebouw
- Stratumseind 36, kapperszaak tot 1972, daarna café De Heerenkapper, waarna het verderging als café onder andere namen.
- Stratumseind 42, een fraaie klokgevel, voormalige slagerij, nu een café. De voorgevel was sinds 1973 zeer vervallen en is ingestort en gesloopt in 1986, maar in de oorspronkelijke stijl herbouwd. Het gebouw stamt oorspronkelijk uit de 2e helft van de 16e eeuw en heette vroeger: Het Oudt Huys.
- Stratumseind 71, een pand uit 1590. Tot 1972 was hier een fietsenzaak in gevestigd, nu Café Altstadt.
- Stratumseind 81, vanouds een fabrikantenwoning en leerlooierij van de familie Keunen, later een Balkanrestaurant en nu een horecagelegenheid.
- Stratumseind 91, hier was vroeger Pom Lai gevestigd, het eerste Chinees-Indische restaurant van Eindhoven (1950).

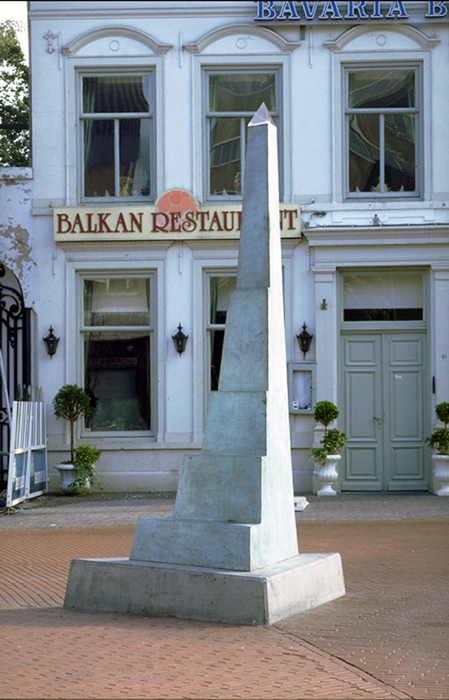
De Bekoring, de Wijsheid en het Gevaar, 1995

## Kunst
Op het pleintje Stratumseind / hoek Oude Stadsgracht staat de sculptuur 'De Bekoring, de Wijsheid en het Gevaar' van beeldhouwer Henck van Dijck uit 1995. Materiaal: brons, acrylaat, Philips QL-verlichting, beton - 350 x 117 x 105 cm. Opdrachtgevers: gemeente Eindhoven en wegenbouwbedrijf Heijmans.

## 21e eeuw
Het Stratumseind is, net als de Dommelstraat, een belangrijke uitgaansstraat in Eindhoven. Men vindt er een aaneenschakeling van ongeveer vijftig horecagelegenheden waaronder cafés, grand cafés en restaurants. Door de  economische crisis van 2007 was het aantal faillissementen en daarmee het aantal gesloten horecazaken in de jaren 2000 groter dan ooit tevoren. De jarenlange rondgaande geruchten over afpersingen kwamen feitelijk vast te staan door een arrest van het Gerechtshof van 20 juli 2010.

## Foto's

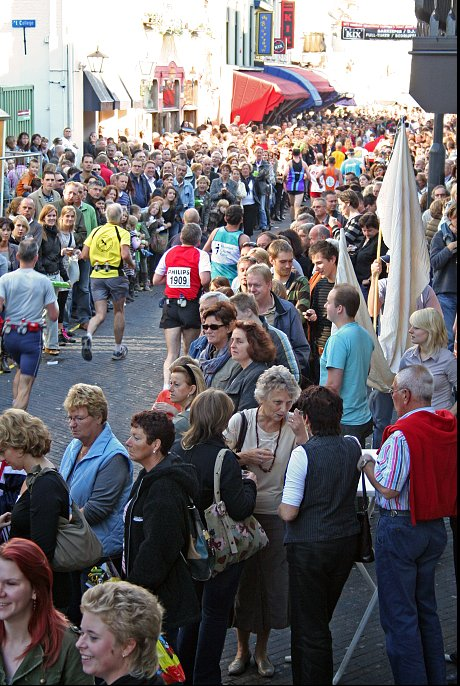
Stratumseind tijdens de Marathon Eindhoven
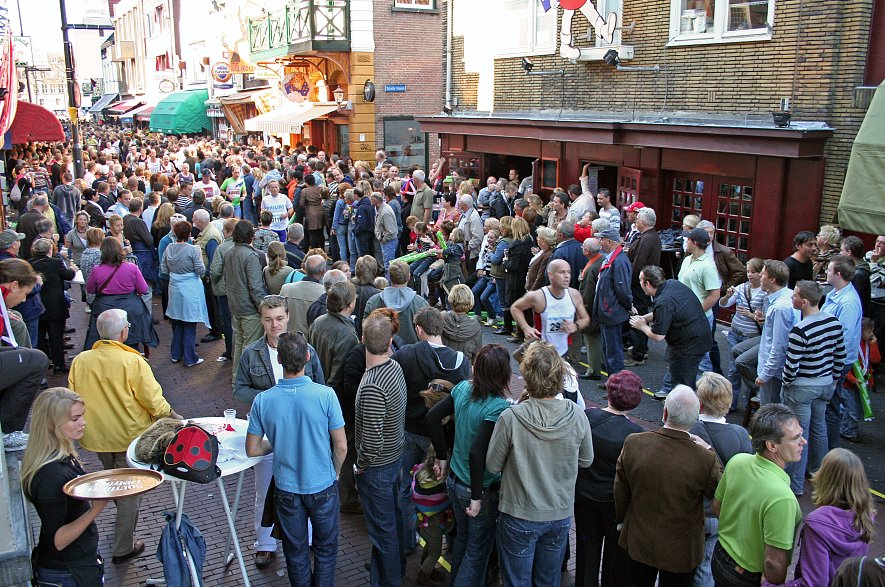
Stratumseind tijdens de Marathon Eindhoven in 2007